# Euonymus acanthocarpa
Euonymus acanthocarpus là một loài thực vật thuộc họ Celastraceae. Đây là loài đặc hữu của Trung Quốc.